# 다르푸르

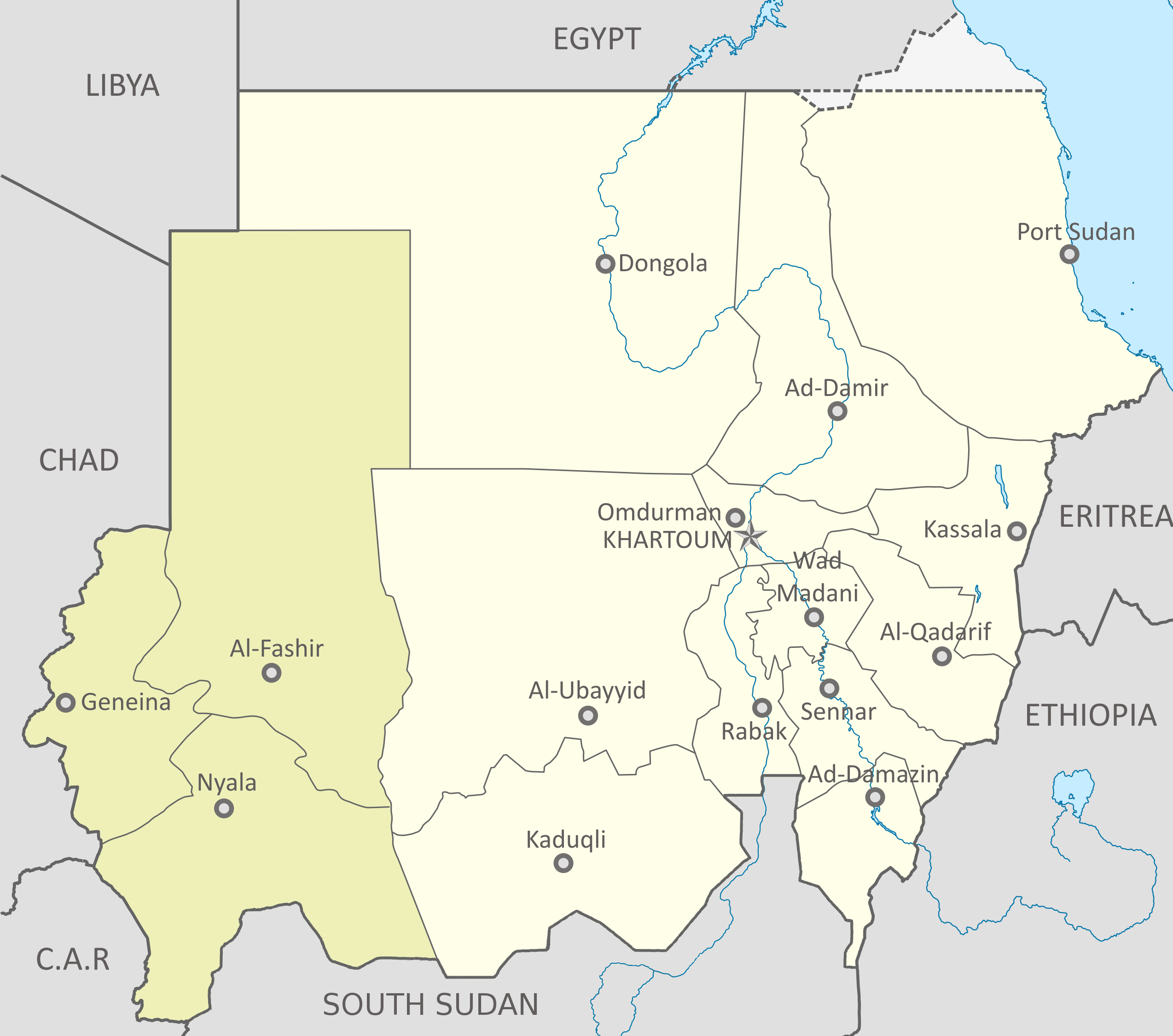
수단 지도

다르푸르의 기

다르푸르(Darfur, 아랍어: دار فور, "푸르족의 집"이라는 뜻)는 수단 서부의 지역이다. 중앙아프리카공화국, 리비아, 차드와 국경을 이루고 있다. 수단에서 3개 지역으로 나뉘어 있다: 가릅 다르푸르(Gharb Darfur, 서다르푸르 주), 자누브 다르푸르(Janub Darfur, 남다르푸르 주), 샤말 다르푸르(Shamal Darfur, 북다르푸르 주). 현재, 잔자위드 민병대와 반군(수단인민해방운동과 정의평등운동) 사이의 다르푸르 분쟁에서 인종학살이 벌어지고 있다.

## 지리와 기후
다르푸르는 케냐 면적의 1/2보다 크고 프랑스 크기의 약 90%에 이르는 약 493 180 km2의 면적을 지니고 있다. 이 지역의 중심에는 3000미터가 넘는 화산 지대를 포함하는 마라 산맥이 있는 거대한 평원이 펼쳐져 있고, 주요 도시는 알파시르와 니알라, 주나이나이다.

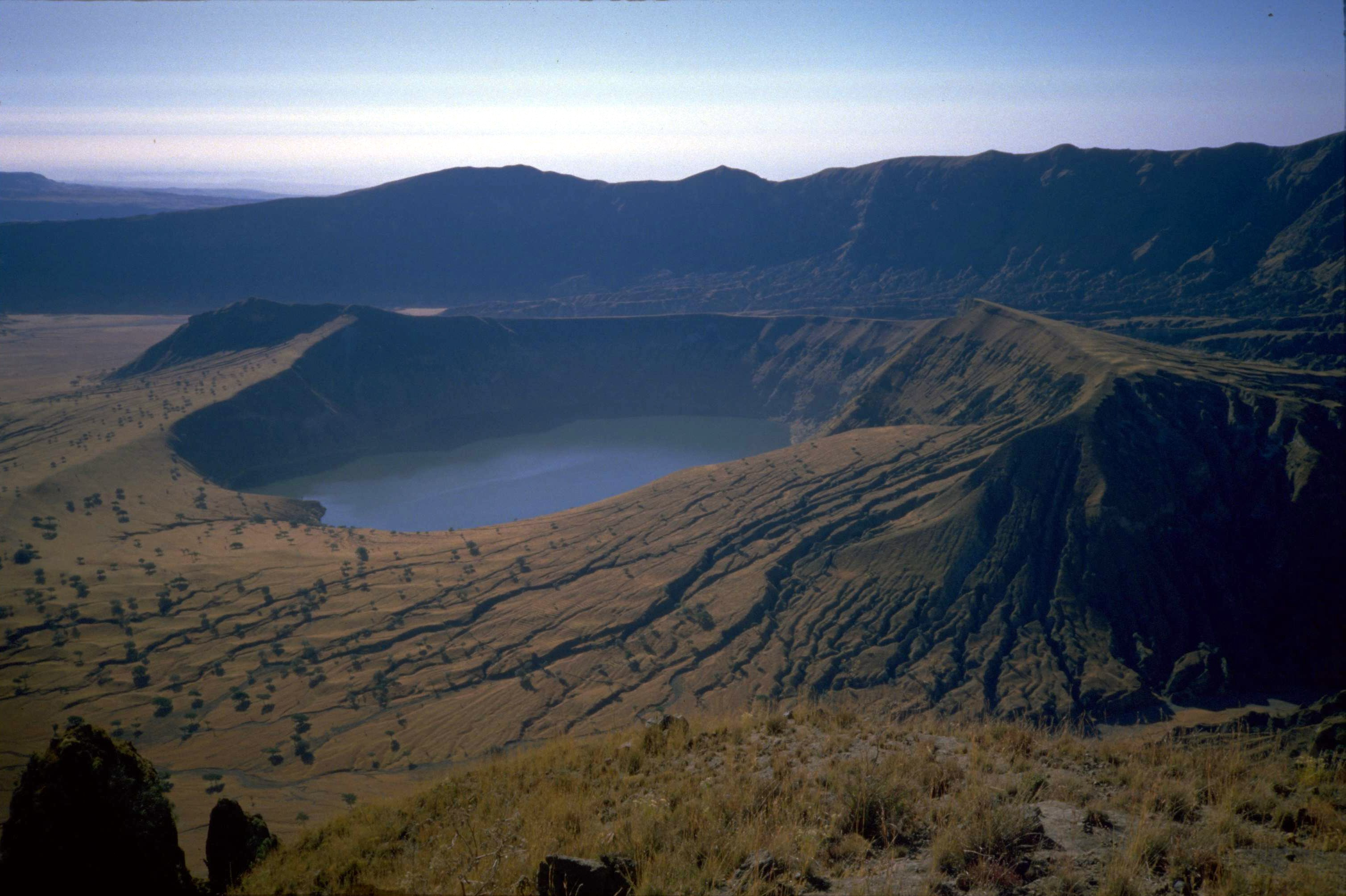
마라 산맥의 가장 높은 곳에 있는 데리바 분화구

지리학적으로 다르푸르는 크게 4가지의 물리적 특징을 가지고 있다. 다르푸르의 동부쪽 반은 전체가, 고즈(goz)로 알려져 있는 모래 토양의 낮은 언덕과 평원 그리고 사암 언덕으로 덮여 있다. 고즈의 대부분은 건조하기 때문에, 단지 물 저장소 또는 깊은 시추공이 있는 곳에서만 거주할 수 있다. 고즈는 또한 건기에, 비옥한 목초지와 경작지를 먹여 살린다. 북쪽에서의 고즈는 사하라로부터 오는 모래 바람에 침식당한다. 두 번째 특징은 와디(wadi)인데, 강수량의 대부분이 흐르는 거대한 와디에 젖어 있는 계절 동안에 계절적으로만 가끔 생기는 계절적 수로(비가 올때만 생기는 수로)이다. 이는 서부 다르푸르로부터 수백마일 떨어진 서쪽 차드호까지 흐른다. 다수의 와디는 경작하기에 역시 어려운 비옥한 토양을 가진 알루비움의 분지를 가지고 있다. 서 다르푸르는 때때로 얇은 층의 모래 토양으로 뒤덮인 기반암 지역인데, 이것이 3번째 특징이다. 기반암 지역은 농업을 하기에는 너무나 불모지이나, 동물들이 방목될 수 있는 숲 은신처를 도처에 제공하고 있다. 네 번째이자 마지막 특징은 온화한 기후, 많은 강우량, 항상 고여있는 물이 있는 작은 지역인 데리바 크레이터에서 가장 높이 솟아있는, 단층지괴(斷層地塊)에 의해 만들어진 화산구인 마라 산맥이다.
우기철은 6월부터 9월까지인데, 이 때가 되면 지역의 대부분이 황토빛 갈색에서 푸른 신록으로 바뀐다. 다르푸르에 거주하는 대부분의 주민이 농업에 종사하기 때문에 비는 생명수나 다름없다. 평년에는 주업으로써 진주 기장을 경작하는데 11월까지 수확한다. 수확하자마자 기장 줄기는 키우는 가축에게 먹인다. 먼 북부 사막지대에서는, 해를 바꿔 우기철이 지나간다. 먼 남부 지방에서는 년평균 강우량이 700 mm이고, 많은 나무들이 연중 푸른색을 유지한다.
원격 탐사를 통해 다르푸르 지하의 광대한 지하 호수 흔적이 발견된 적이 있다. 저장가능한 물 저장량은 19,110 제곱 마일로 예상되고 있다. 그 지역에 더 많은 물이 있었던 시기에는, 호수가 607 제곱 마일의 물을 저장하고 있었을 것이다. 수천년 전에 메말라 버렸을 것이다.

## 역사
다르푸르는 다르푸르가 포함되지 않는 수많은 다른 이론들이 있기는 하지만, 먼 선사시대(기원전 약 1만년전 경)에 원시 아프리카아시아어족의 원주지의 일부였던 적이 있었던 것으로 추측되고 있다. 다르푸르의 초기 역사는 제벨 마라의 영향력에 의해 지배되었다. 대부분의 지역이 사막에 준하는 평원이고, 마라산맥이 풍부한 물을 제공하는 동안에는 거대하고 복잡한 문명을 유지할 수 없다. 다주족은 처음으로 그 산맥에 기대어 다르푸르 문명을 만들었는데, 그들은 왕들 이름을 제외하고는 기록을 남겨 놓고 있지 않다. 14세기에 다주족을 쫓아 낸 툰주르족은 이슬람 문명을 소개했다. 툰주르 술탄은 푸르족과 이종 결혼하였고, 솔메이만 술탄(치세, 1585년경 ~ 1637년경)은 케이라 왕조의 건국자로 알려져 있다. 다르푸르는 보르누 제국과 바기르미로부터의 유민들을 끌어들이고 앗바라 강만큼 먼 동쪽까지 국경선을 확장한 케이라 왕조 시절에, 사헬에서 가장 큰 힘을 갖게 되었다. 18세기 중반 동안에, 왕조는 둘로 분리된 라이벌 세나르 왕국과 와다이 왕국 사이의 분쟁에 의해 취약해졌다. 취약해진 왕조는 카르튬에 세워진 영국 식민지 지배하의 이집트 정부에 의해 1875년에 파괴되었는 데, 이는 다르푸르 남쪽 바르 엘 가자에서 노예와 상아를 취하려고 다르와 경쟁했던 상인 세베르 라마의 음모가 큰 부분을 차지했다.

## 같이 보기
- 다르푸르 분쟁
- 다르푸르의 역사
- 수단